# Vivian Strömqvist
Vivan "Vivian" Birgitta Strömqvist, ogift Mårtensson, född 3 juni 1944 i Arbrå församling, Gävleborgs län, död 16 december 2015 i Fägre, var en svensk kristen sångare och sångförfattare.

## Sånger i urval
- Den längtande bruden, publicerad i Countryton & Gospelsång av Roberth Johansson (Bornelings 2011)
- Förlåt, utgiven på Vivian Mårtenssons egen skiva med samma namn
- Halleluja snart skall dagen gry, publicerad i Barnatro och Pärleport (1999)
- O Herre din nåd är mig nog, publicerad i Pilgrimssång och Himlaton av Roberth Johansson (KM & Bornelings 2005)
- O du Golgata kors, publicerad i Pilgrimssång och Himlaton av Roberth Johansson (KM & Bornelings 2005)
- Snart brister skyn, utgiven på Vivian Mårtenssons egen skiva Förlåt

## Diskografi i urval
- Förlåt, Vivian Mårtensson (1960-talet)
- Till den eviga sångens land, Vivian Mårtensson
- Halleluja, snart skall dagen gry Vivian Mårtensson